# Jason Winston George
Jason Winston George (Virginia Beach, 9 de febrero de 1972) es un actor y modelo estadounidense, más conocido por haber interpretado a  Michael Bourne en Sunset Beach, a J.T. Hunter en Eve, a Otis Cole en Off the Map y actualmente por interpretar al Dr. Benjamin "Ben" Warren en Grey's Anatomy y Station 19.

## Biografía
George nació en Virginia Beach, Virginia el 9 de febrero de 1972. Tiene un hermano, el actor Jarvis W. George. Se graduó de la Universidad de Virginia en 1994 con una doble especialización en Estudios de Retórica y Comunicación y Drama.

## Vida personal
Conoció a su esposa Vandana Khanna, una poeta indio-estadounidense, mientras estudiaba en la Universidad de Virginia. Se casaron el 10 de julio de 1999 y tienen 3 hijos: Arun, Nikhil y Jasmine.

## Carrera
El 6 de enero de 1997 se unió al elenco de la serie de la serie Sunset Beach, donde interpretó al salvavidas Michael Bourne hasta el final de la serie el 31 de diciembre de 1999.
En 2001 se unió al elenco de la serie Off Centre como Nathan "Status Quo" Cole hasta el final de la serie en 2002. En 2002 apareció como Richard en la película Clockstoppers. En 2003 se unió al elenco de la serie Eve, donde interpretó al estudiante médico Jeremiah Thurgood "J.T." Hunter hasta el final de la serie en 2006. En 2005 apareció como invitado en la popular serie Stargate SG-1, donde interpretó a Jolan de Geshrel. En 2006 se unió al elenco de la segunda y última temporada de la serie What About Brian, donde interpretó a Jimmy hasta 2007. En 2008 se unió al elenco principal de la serie Eli Stone, donde interpretó a Keith Bennett hasta el final de la serie en 2009. En 2009 apareció como invitado en varios episodios de la serie Eastwick, donde interpretó al reportero Max Brody hasta 2010.
En 2010 se unió al elenco recurrente de la popular serie norteamericana Grey's Anatomy, donde interpreta al doctor Ben Warren hasta ahora. En 2011 se unió al elenco principal de la serie Off the Map, donde dio vida al doctor Otis Cole hasta el final de la serie ese mismo año. Ese mismo año apareció como invitado en la serie The Closer, donde interpretó al empresario Marvin Evans y a Charles Kelvin en la serie Castle. En 2013 se unió al elenco principal de la serie Mistresses, donde interpreta al abogado Dominic "Dom" Taylor hasta ahora. Ese mismo año apareció como invitado en la primera temporada de la serie Witches of East End, donde interpretó a Adam Noble hasta el segundo episodio.

## Filmografía

### Series de televisión
| Año             | Título               | Personaje                | Notas |
| --------------- | -------------------- | ------------------------ | --- |
| 2018 - 2024     | Station 19           | Dr. Ben Warren           | Papel principal                                                                                              |
| 2017            | Laura                | Dr. Bernard / Gary       | 2 episodios                                                                                                  |
| 2015            | With This Ring       | Shawn                    | Película de televisión                                                                                       |
| 2015            | CSI: Cyber           | Colin Vickner            | 2 episodios                                                                                                  |
| 2013 - 2016     | Mistresses           | Dominic Taylor           | 26 episodios                                                                                                 |
| 2013 - 2014     | Hit the Floor        | -                        | 4 episodios                                                                                                  |
| 2013            | Witches of East End  | Det. Adam Noble          | 5 episodios                                                                                                  |
| 2011            | The Closer           | Marvin Evans             | episodio "Silent Partner"                                                                                    |
| 2011            | Against the Wall     | Tony Miles               | 2 episodios                                                                                                  |
| 2011            | Desperate Housewives | Edgar                    | episodio "Come on Over for Dinner"                                                                           |
| 2011            | Castle               | Charles Kelvin           | episodio "To Love and Die in L.A."                                                                           |
| 2011            | Off the Map          | Dr. Otis Cole            | 13 episodios                                                                                                 |
| 2010 - presente | Grey's Anatomy       | Dr. Ben Warren           | Papel recurrente (temporadas 6, 8-11, 15-presente) Invitado (temporada 7) Papel principal (temporadas 12-14) |
| 2009 - 2010     | Eastwick             | Max Brody                | 6 episodios                                                                                                  |
| 2009            | CSI: Miami           | Steve Bowers             | episodio "Out of Time"                                                                                       |
| 2008 - 2009     | Eli Stone            | Keith Bennett            | 20 episodios                                                                                                 |
| 2007 - 2008     | ER                   | Ethan Mackiner           | 2 episodios                                                                                                  |
| 2006 - 2007     | What About Brian     | Jimmy                    | 16 episodios                                                                                                 |
| 2007            | House M. D.          | Brock Hoyt               | episodio "Words and Deeds"                                                                                   |
| 2007            | Shark                | Ray Harkin               | episodio "The Wrath of Khan"                                                                                 |
| 2003 - 2006     | Eve                  | J.T. Hunter              | 66 episodios                                                                                                 |
| 2005 - 2006     | Stargate SG-1        | Jolan                    | 2 episodios                                                                                                  |
| 2005            | Without a Trace      | Adisa Teno               | 2 episodios                                                                                                  |
| 2003            | Boomtown             | Thomas Paltrow           | episodio "Inadmissible"                                                                                      |
| 2003            | She Spies            | Sammy August             | episodio "First Date"                                                                                        |
| 2003            | Abby                 | Ted                      | episodio "Ted & Carol & Will & Abby"                                                                         |
| 2003            | Platinum             | Jackson                  | 3 episodios                                                                                                  |
| 2002 - 2003     | Half & Half          | Miles                    | 2 episodios                                                                                                  |
| 2001 - 2002     | Off Centre           | Nathan "Status Quo" Cole | 27 episodios                                                                                                 |
| 2002            | Jeremiah             | Kwame                    | episodio "Moon in Gemini"                                                                                    |
| 2000 - 2001     | Tintans              | Scott Littleton          | 12 episodios                                                                                                 |
| 2001            | Friends              | Bombero                  | episodio "The One Where They're Up All Night"                                                                |
| 2000            | Girlfriends          | Charles                  | episodio "Toe Sucking"                                                                                       |
| 2000            | Arli$$               | Charlie Vergotti         | episodio "The Fire Within"                                                                                   |
| 2000            | Roswell              | Agente Matheson          | 2 episodios                                                                                                  |
| 1997 - 1999     | Sunset Beach         | Michael Bourne           | 287 episodios                                                                                                |
| 1998 - 1999     | Moesha               | Channing Lawrence        | 2 episodios                                                                                                  |

### Películas
| Año  | Título                   | Personaje        | Notas |
| ---- | ------------------------ | ---------------- | --- |
| 2013 | Killing Vivian           | Kevin            | corto - junto a Missi Pyle, Paul Witten, Patrick Fabian & Michael Dunn                                      |
| 2012 | Playing for Keeps        | Chip Johnston    | junto a Gerard Butler, Jessica Biel, Noah Lomax, Dennis Quaid, Uma Thurman & Catherine Zeta-Jones           |
| 2009 | Inside the Box           | Kyle Chisolm     | junto a Martin Henderson, Xander Berkeley & Jennifer Finnigan                                               |
| 2008 | Broken Windows           | Walt             | junto a Larisa Oleynik, Sarah Thompson, Jonathan Murphy & Kyle Brandt                                       |
| 2008 | Race                     | Luke Harrison    | junto a Gloria Allred, Hira Ambrosino, Diego Calderón & Amy Chaffee                                         |
| 2007 | Three Can Play That Game | Byron Thompson   | junto a Vivica A. Fox, Jazsmin Lewis, Tony Rock & Terri J. Vaughn                                           |
| 2007 | The Box                  | Kirby Ferguson   | junto a Yul Vazquez, A.J. Buckley, Gabrielle Union, Giancarlo Esposito & Max Ryan                           |
| 2006 | You Did What?            | Ben              | junto a Edward Kerr, Kathy Wagner, A.J. Buckley & Kelly Overton                                             |
| 2005 | Good Vibrations          | Carl             | corto - junto a Asha Kamali May, Andreína Rios & Tammy Townsend                                             |
| 2005 | Bewitched                | Empleado de E!   | junto a Nicole Kidman, Will Ferrell & Shirley MacLaine                                                      |
| 2003 | Straighten Up America    | Dennis           | corto - junto a Michael Barker, Brian Lally, Erin Chandler & Kristin Minter                                 |
| 2002 | Barbershop               | Kevin            | junto a Ice Cube, Anthony Anderson, Cedric the Entertainer, Patrick Thomas & Eve                            |
| 2002 | Clockstoppers            | Richard          | junto a Jesse Bradford, French Stewart, Paula Garcés, Michael Biehn & Robin Thomas                          |
| 2002 | The Climb                | Derrick Williams | junto a Ned Vaughn, Dabney Coleman, Kyli Santiago & David Stuart                                            |
| 1999 | Jigsaw                   | Boxeador         | junto a Will Corno, Erica Ehm, Edgar George & Carlo Rota                                                    |
| 1998 | Fallen                   | Estudiante       | junto a Denzel Washington, John Goodman, Donald Sutherland, Embeth Davidtz, James Gandolfini & Elias Koteas |

## Premios y nominaciones
| Año  | Categoría                                   | Premio             | Serie        | Resultado |
| ---- | ------------------------------------------- | ------------------ | ------------ | --------- |
| 1999 | Outstanding Younger Actor in a Drama Series | Daytime Emmy Award | Sunset Beach | Nominado  |